# Растуша
Растуша је насељено мјесто у општини Теслић, Република Српска, БиХ. Према попису становништва из 1991. у насељу је живјело 1.266 становника.
Овде се налази Храм Покрова Пресвете Богородице у Растуши.

## Образовање
У насељу се налази Основна школа „Јеврем Станковић“.

## Становништво
| Националност       | 2013. | 1991.          | 1981.          | 1971.          | 1961. |
| Срби               |       | 1.244 (98,26%) | 1.385 (98,36%) | 1.180 (99,66%) | 1.241 |
| Југословени        |       | 10 (0,78%)     | 16 (1,13%)     |                |       |
| Хрвати             |       | 6 (0,47%)      | 1 (0,07%)      |                |       |
| Муслимани          |       | 1 (0,07%)      |                | 1 (0,08%)      |       |
| остали и непознато |       | 5 (0,39%)      | 6 (0,42%)      | 3 (0,25%)      |       |
| Укупно             | 692   | 1.266          | 1.408          | 1.184          | 1.241 |

| Демографија | Демографија | Демографија |
| Година      | Становника  | Становника  |
| ----------- | ----------- | ----------- |
| 1961.       | 1.241       |             |
| 1971.       | 1.184       |             |
| 1981.       | 1.408       |             |
| 1991.       | 1.261       |             |
| 2013.       | 692         |             |